# Stanley Matthews (labdarúgó)
Sir Stanley Matthews (Hanley, 1915. február 1. – Stoke-on-Trent, 2000. február 23.) angol válogatott labdarúgó, az angol labdarúgás egyik legmeghatározóbb, legelismertebb személyisége, az első játékos, aki Aranylabdát és FWA az év labdarúgója díjat nyert. A Brit Birodalom Rendje parancsnoki fokozatának birtokosa (CBE).

## Jellemzés
A labdarúgás modern korszakának első nagy labdarúgója volt, ő volt a világ legkitűnőbb jobbszélsője, varázslatos személyiség. Pályafutása alatt egyetlenegyszer sem állították ki. Lélekemelően hosszú ideig, egészen 50 éves koráig aktívan játszott, ezzel ő a legidősebb labdarúgó az angol élvonalban. "Dribli-bűvészként" azaz cselbűvészként emlegették. Matthews egyenesen nekirontott a labdával védőjének, több testcselt mutatott be mindkét irányban, majd teljes gőzzel elhúzott - valamelyik oldalon. 1965-ben rendezett búcsúmérkőzésen csak úgy hemzsegtek a sztárok (Di Stéfano, Puskás, Jasin). Ragaszkodott hozzá, hogy legalább annyit adjon vissza a labdarúgásnak, mint amennyit hírnév és dicsőség formájában ő kapott. Világ körüli turnékon oktatott és bemutatókat tartott, főleg Afrikában.

## Sikerei, díjai
- Angol kupa-győztes: 1953
- Angol kupa-döntős: 1948, 1951
- Az év labdarúgója Angliában: (1948)
- Aranylabda: (1956)
- II. Erzsébet brit királynő a Brit Birodalom Rendjének parancsnoki fokozatával (CBE) tüntette ki (1965)